# Marché Jean-Talon
Pour les articles homonymes, voir Jean-Talon.
Le marché Jean-Talon est un marché public au centre de la Petite Italie de Montréal. Situé au 7070 de l'avenue Henri-Julien, ce marché est nommé en l'honneur de Jean Talon, premier intendant (gouverneur) de la Nouvelle-France.
La Corporation de gestion des marchés publics de Montréal (CGMPM) le décrit comme le plus important marché à aire ouverte en Amérique du Nord.
D'importants travaux y ont eu lieu au début des années 2000, ce qui fait qu'une plus grande partie du marché est maintenant couverte et qu'il comporte un stationnement souterrain. L'entrée principale est fonctionnelle depuis l'été 2005.

## Activités et histoire

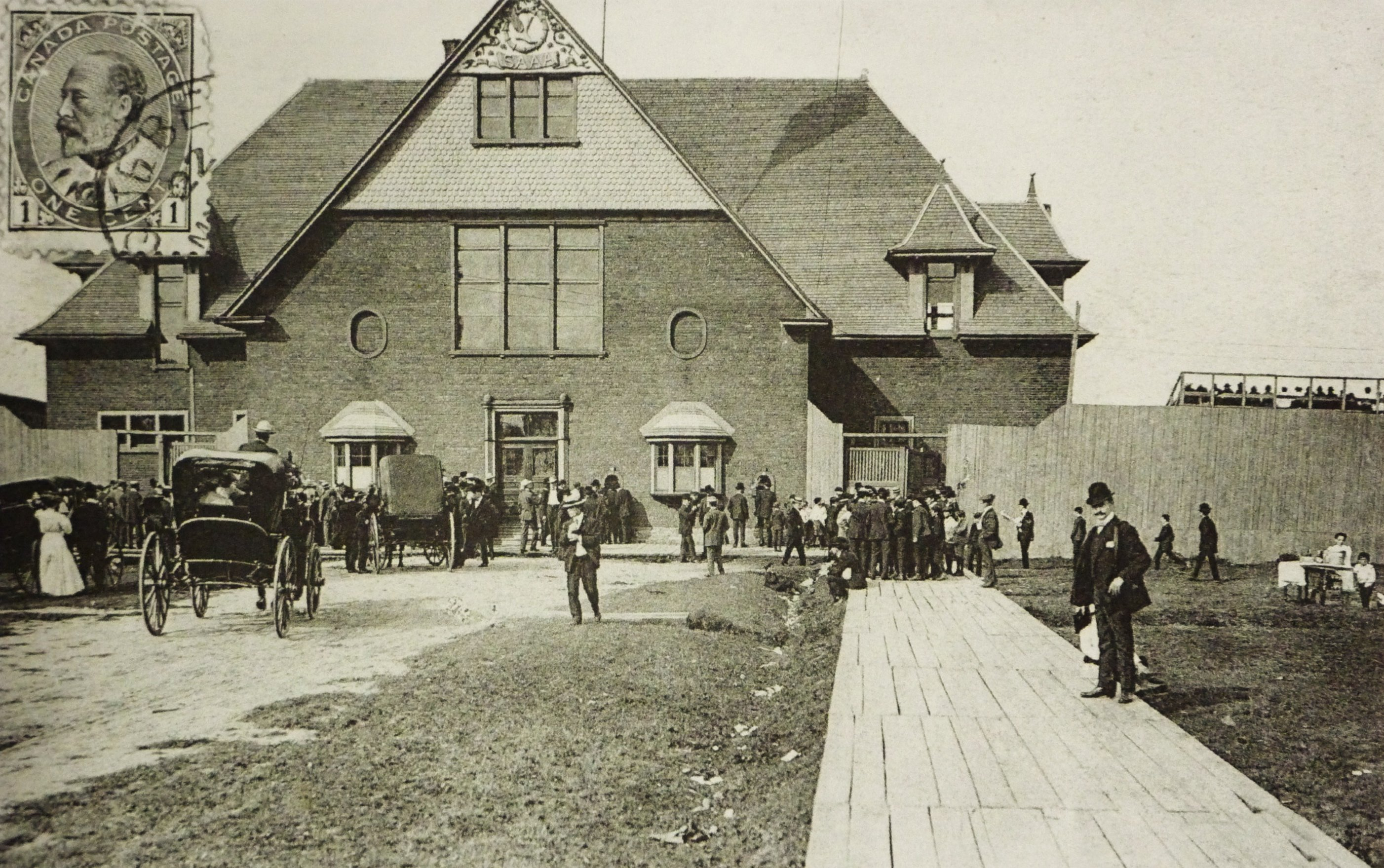
Pavillon et stade des Shamrocks, vers 1900

Pierre Beaubien était l'un des propriétaires de cet endroit, connu pour son travail dans le domaine politique et médecine comme il est le grand-père de Joseph Beaubien, qui a eu une grande influence sur l'histoire de la ville d'Outremont. Ce site était occupé par le club irlandais de crosse où le Shamrocks de Montréal était fondé. Vers 1900 les Italiens s'y installent et en dix ans forment la Petite Italie de Montréal. Ce quartier a commencé à vendre des fruits et légumes et après la crise économique en 1929 ils ont eu la nécessité d'établir ce marché afin d'éliminer le chômage.
La ville a construit un bâtiment Shamrock, un système de drainage, des abris et des postes d'amarrage pour accueillir le marché du Nord, conçu par et sous la supervision de l'architecte Charles-Aimé Reeves. Le maire Camillien Houde  ouvre le marché le 27 mai 1933 ou les premiers jours, il ouvrait deux jours par semaine seulement et en 1954, il a commencé à ouvrir ces portes tous les jours. Aussi bien Il y a eu quelques changements et des développements tels que construire un bâtiment pour l’inspection des aliments ,l’arrestation la vente d'animaux vivants pour l'hygiène, construire une bibliothèque de quartier succursale Shamrock, transformer les hangars et les maisons en commerce alimentaire et, pendant les années 2000, ils ont commencé les travaux d'amélioration et agrandissement.    

Ouvert toute l'année, le marché Jean-Talon se voit comme l'un des marchés les plus diversifié. À chaque saisons, les produits apportent une étonnante diversification. 

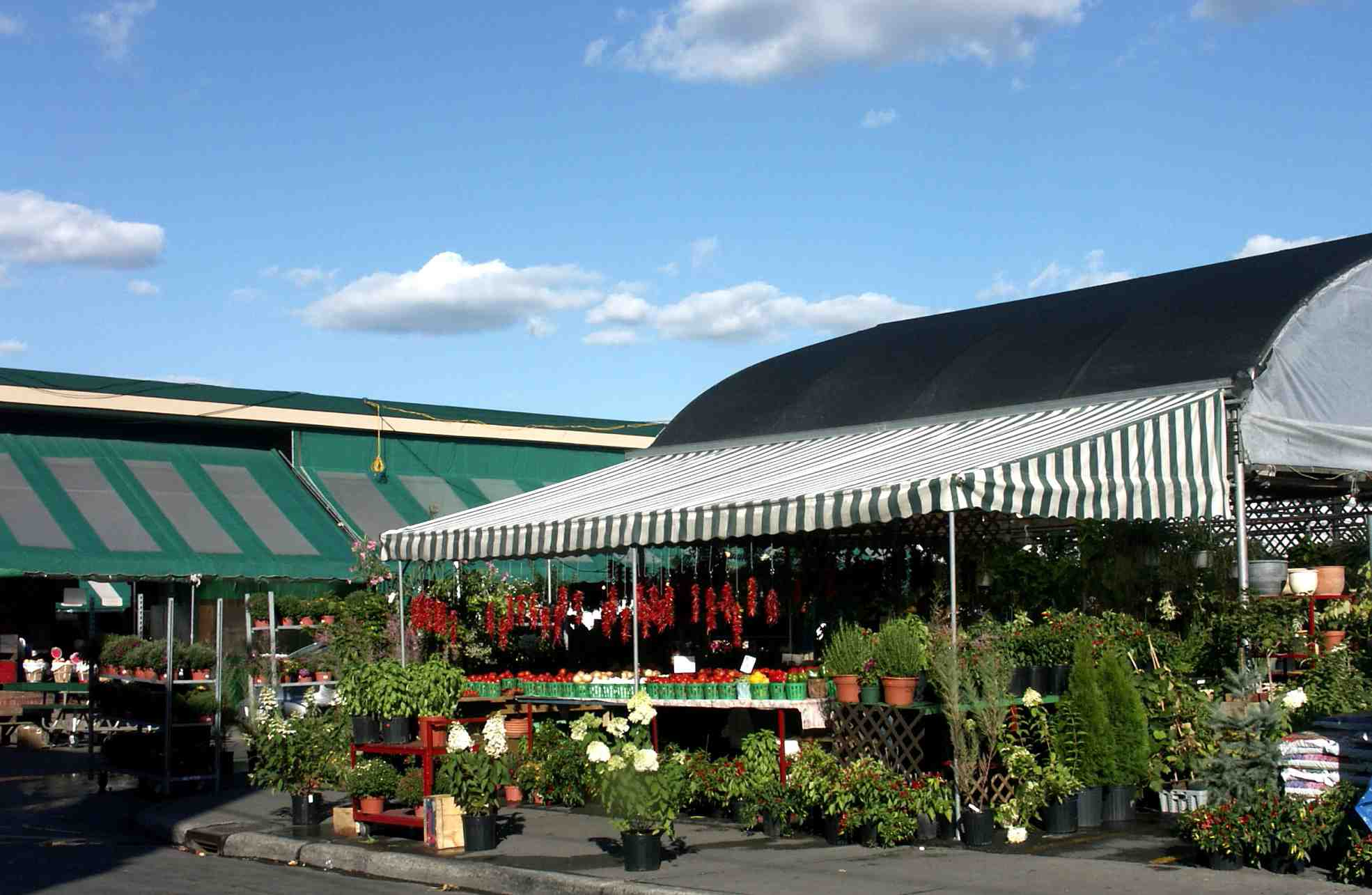
Vue extérieure du coin nord-ouest du marché

Des fermiers et des artisans de l'alimentation y vendent leurs produits. En particulier, on y trouve beaucoup de choix de plantes et fleurs ornementales, d'herbes aromatiques et de petits fruits (en été). Plusieurs petits commerces spécialisés se sont ajoutés, en bordure, ce qui fait que le marché compte maintenant poissonneries, boulangeries, bouchers et charcutiers , fromageries, pâtisseries, apiculteurs et acériculteurs, fleuristes, horticulteurs, marchand d’œufs et restaurateurs.
Les producteurs doivent payer pour posséder un kiosque et ainsi prévoir les éventuels changements. De plus ils doivent assurer la présence de leur kiosque. Les coûts en temps et argent peuvent ainsi décourager certaines fermes de venir s'installer puisqu'il existe de nombreux risques liés au marché. La Coopérative pour l’agriculture de proximité écologique (CAPÉ) a vu une occasion de développer un marché qui n'était pas encore totalement exploité. Prenant de plus en plus d'ampleur, l'agriculture biologique et locale permet de toucher un secteur grandissant. Les bio locaux sont ainsi fiers de présenter des produits de qualité produits au Québec.
Créée originellement en 2013, la CAPÉ regroupe une organisation d'agriculteurs biologiques promouvant les produits locaux et la mise en marché de produits biologique. En tout, il s'agit de six fermes locales certifiées biologiques. L'organisation crée des activités de formation, des recherches et du développement et encourage ses membres aux achats locaux pour faciliter la vente des produits. À la fin de 2013, la CAPÉ rassemblait les producteurs locaux pour créer de nombreux kiosques prêts à faire découvrir des produits biologiques au marché Jean-Talon. Notamment, une dizaine de commerçants ont répondu à l'appel et ont remarqué une bonne opportunité en se tournant vers le bio local.

## Accès
Il est situé sur le quadrilatère formé des rues place du Marché-du-Nord, Casgrain et Henri-Julien près de la rue Jean-Talon et quelques rues à l'ouest de la station de métro Jean-Talon. Une piste cyclable nord-sud y donne accès, sur la rue Boyer, quelques rues à l'est du marché.
À l'été 2005, un débat a eu lieu sur la question de rendre piétonnier l'accès au marché les fins de semaine.
Aussi, hors saison les grossistes-revendeurs qui y sont installés toute l'année vendent des fruits et légumes de la même qualité que ceux que l'on retrouverait dans un marché d'alimentation. Pour vraiment profiter de la qualité des produits de la terre, il est préférable de le visiter lors de la période des récoltes québécoises[Quand ?].
De plus, les heures d'ouverture et de fermeture du marché sont variables. En ce sens, à titre informatif, les voici : lundi, mardi et mercredi de 7h à 18h, jeudi et vendredi de 7h à 20h, samedi de 7h à 18h et dimanche de 7h à 17h.

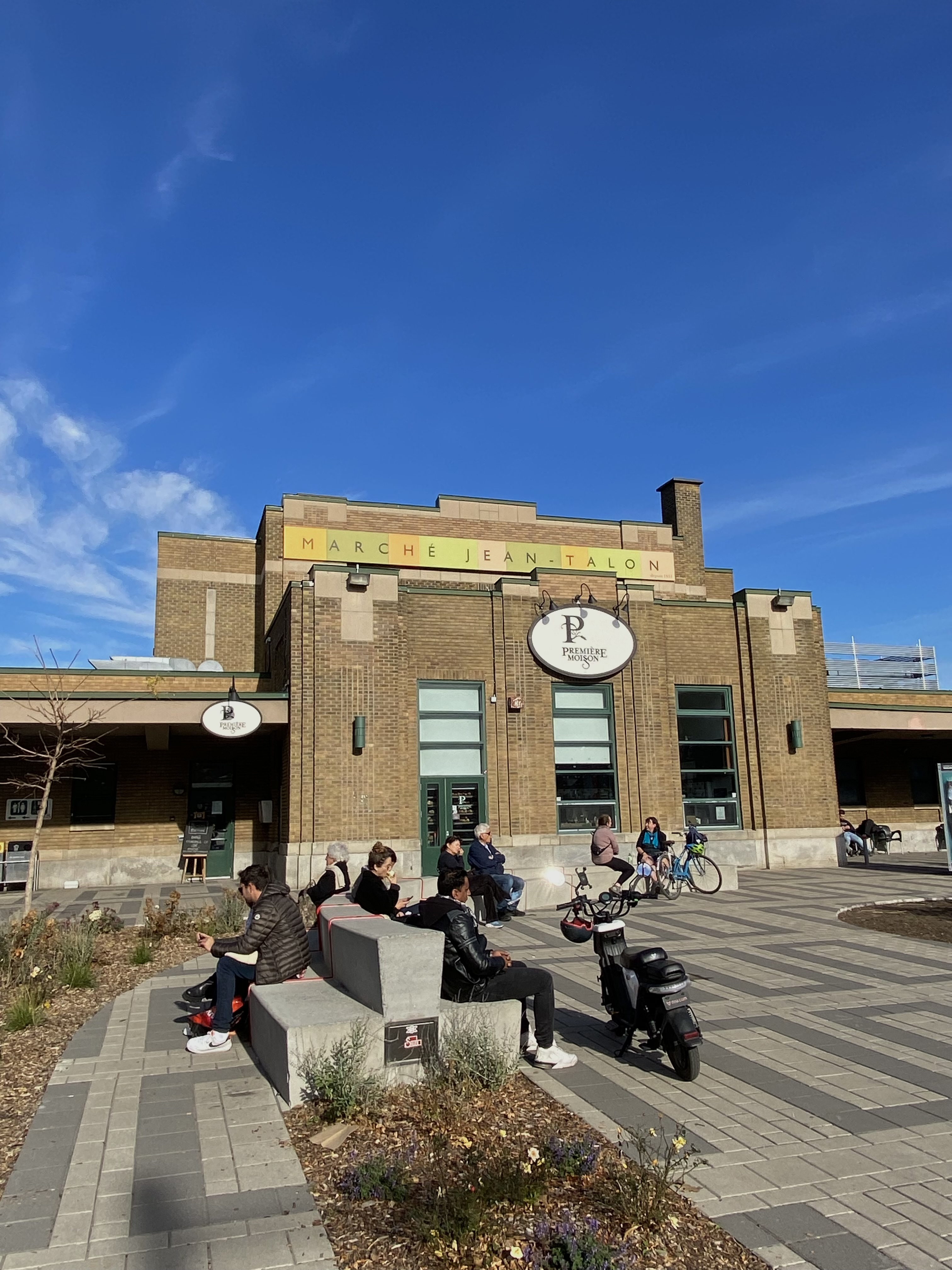
Boulangerie Première Moisson, marché Jean-Talon.

## L'avenir du marché Jean-Talon
Ce populaire marché répand toutefois des inquiétudes quant à son avenir à Montréal. Un éventuel projet d’aménagement d’une nouvelle place publique face au Première Moisson, près de la rue Casgrain, tourmente ce dernier, entre autres car plus d’une dizaine d’espaces de stationnement seront enlevés. Cela remet en question chez plusieurs la survie du marché. Ce projet, mis de l’avant collectivement par la collaboration de la société de développement commercial (SDC) de la Petite-Italie-de-marché Jean-Talon et la corporation des marchés publics de Montréal (MPM), est à l’origine d’une idée de fusionner une relation avantageuse entre les piétons du marché ainsi que le boulevard Saint-Laurent. Mis en place sous le nom de projet de la place Shamrock, le développement de ce projet est un objectif qui tente d’être implanté de façon permanente. En vue de cette réalisation, le comité des partenaires créé et constitué de la DCS et MPM a réalisé 14 activités de consultation publique afin de permettre aux résidents de partager leur opinion quant à l’éventuelle place publique. C’est donc plus de 1800 personnes qui se sont manifestées, et les résultats de ces derniers montraient plutôt qu’ils réclamaient une piétonisation entière de la rue. Afin de prendre plus d’expansion jusqu’au Première Moisson, le locataire du marché Jean-Talon, MPM, a accepté après un long marchandage de consentir l’espace demandé.
Pendant que plusieurs remettent en question la continuité du marché, l’arrondissement lui, s’engage non seulement à conserver l’espace public des commerçants avec 10 espaces de stationnement gratuits et 15 minutes pour la clientèle, mais également à mieux prendre en considération la réalité des activités du marché en réalisant différentes études : de marché, de stationnement, de besoins d’aménagement, etc.. D’ailleurs, une étude réalisée par le groupe Les Ami.e.s du marché Jean-Talon a témoigné que plus de 82% des clients aimeraient que cette piétonisation soit réalisée, notamment afin de mieux organiser l’avenir du marché tout comme à maintenir une proportionnalité entre chacun. En ce sens, un membre de ce groupe, Jérémie Lévesque, stipule qu’il devrait y avoir une « meilleure cohabitation des piétons, des vélos et des voitures ». En fait, selon les sondages de ce groupe, plus de 68% des gens favorisent la marche ou l’utilisation du vélo afin de se rendre au marché, versus 20% qui préfèrent la voiture. Lévesque avance que « Tout le monde comprend la nécessité pour les commerçants et restaurateurs d’assurer les livraisons. Nous sommes conscients que la circulation automobile occupera toujours une place, mais aurait-on pu prôner une reconfiguration à la place de tout refaire à l’identique ? ». En d’autres mots, il s’agit de mettre l’accent de l’aménagement à l’avantage des usagers, afin que ces derniers puissent en bénéficier et ainsi avoir une belle expérience au sein de ce marché.
Ceci étant dit, il est pertinent de mentionner qu’en 2006, avec l’appui de la Corporation des marchés publics de Montréal, la Place-du-Marché-du-Nord met au programme « Les week-ends piétons ». Donc, à partir du mois de juin jusqu’au mois d’octobre, du jeudi au dimanche, l’espace est approprié aux piétons, dès 11h jusqu’à 17h. Cet acte permet d’enrichir l’expérience au sein de cet espace, et selon François Croteau, le maire de l’arrondissement de Rosemont-La Petite-Patrie, « les week-ends piétonniers font partie du paysage estival dans la Petite Italie ».

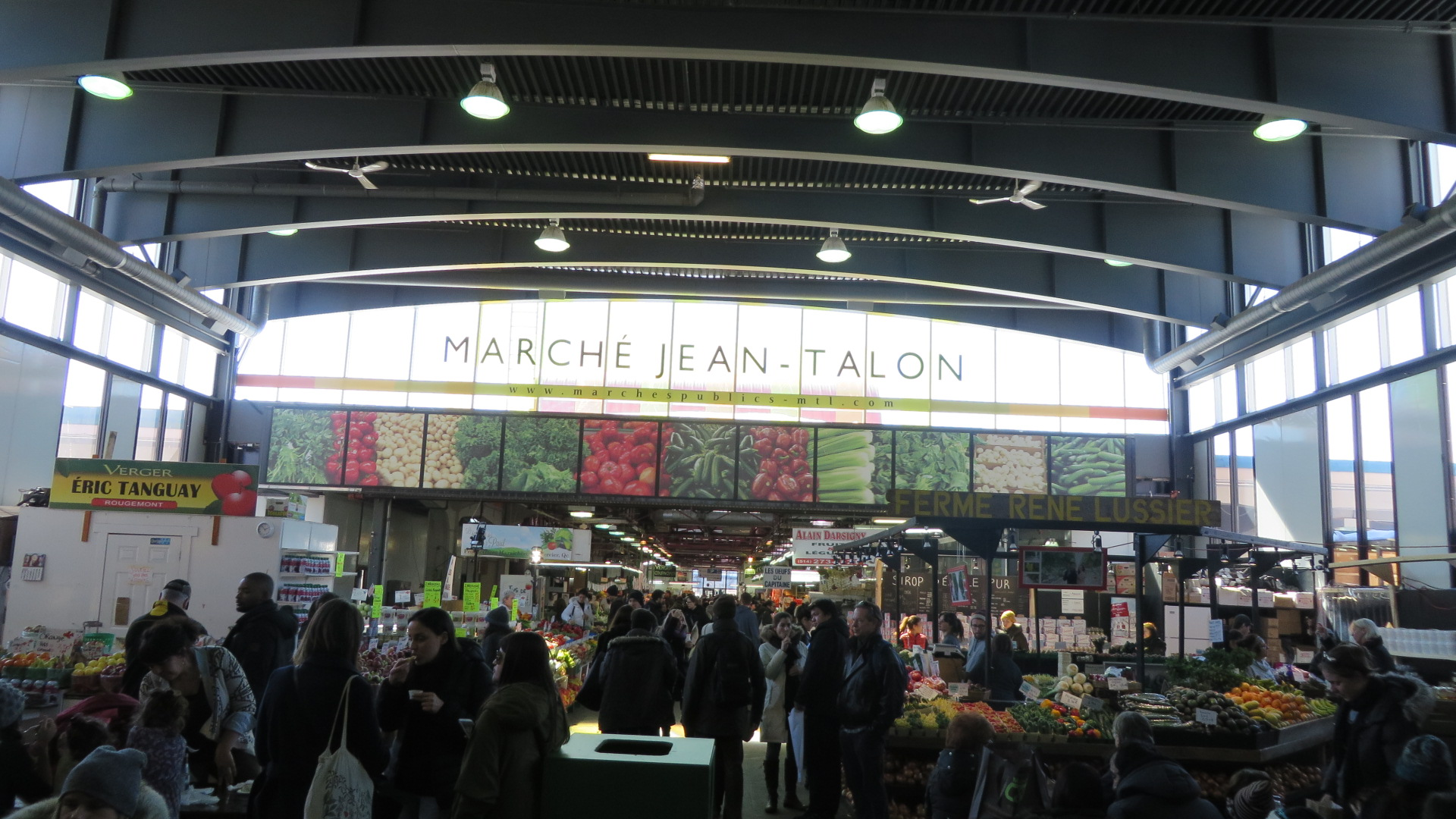
Façade du Marché Jean-Talon

Ainsi, les gens ayant parlé avec le groupe Les Ami.e.s s’entendent tous pour dire que le marché Jean-Talon représente beaucoup plus que de simples commerces et bâtiments, c’est un vaste « territoire de rayonnement » allant du boulevard Saint-Laurent jusqu’à l’avenue Henri-Julien ainsi que la rue Mozart à Jean-Talon, d’où l’éventuel projet de la Place Shamrock qui mettra de l’avant cette luminosité.
Près de 10 000 personnes ont signé une pétition papier demandant à Montréal d’annuler un projet pilote qui risque, selon eux, de nuire à la pérennité du marché Jean-Talon.